# Kościół Narodzenia Najświętszej Maryi Panny w Oleszycach
Kościół Narodzenia Najświętszej Maryi Panny – rzymskokatolicki kościół parafialny należący do dekanatu Cieszanów diecezji zamojsko-lubaczowskiej.
Kamień węgielny pod budowę nowej świątyni został poświęcony w dniu 20 września 1903 roku. Kościół został wzniesiony w latach 1903–1906, według projektu architekta Włodzimierza Podhoreckiego ze Lwowa, konsekrowany został w dniu 7 września 1907 roku przez świętego arcybiskupa Józefa Bilczewskiego. Jest to budowla neogotycka, trzynawowa, posiadająca transept i prezbiterium. Umieszczone są w niej, wykonane z alabastru nagrobki fundatorów Jana i Heleny Ramszów w stylu renesansowym. W latach 1970–2000 świątynia została gruntownie wyremontowana.